# Matteo Morandi
Matteo Morandi, född den 8 oktober 1981 i Vimercate, Italien, är en italiensk gymnast.
Han tog OS-brons i herrarnas ringar i samband med de olympiska gymnastiktävlingarna 2012 i London.